# Solidago virgaurea
Splinuță (Solidago virgaurea) este o plantă erbacee perenă.
Dacii au denumit-o aurumettida sau auromătiță.

Mai este cunoscută în folclorul popular și ca omățită-de-aur, floarea boierească, splinariță sau vargă de aur.

## Răspândire
În România splinuța poate fi găsită crescând spontan prin tufărișuri, poieni, fânețe, păduri, coaste sau stânci, din zona de câmpie și până în cea alpină.
Acesta preferă solurile uscat-revene, până la revene și uneori chiar reavăn-jilave. 

## Caractere morfologice

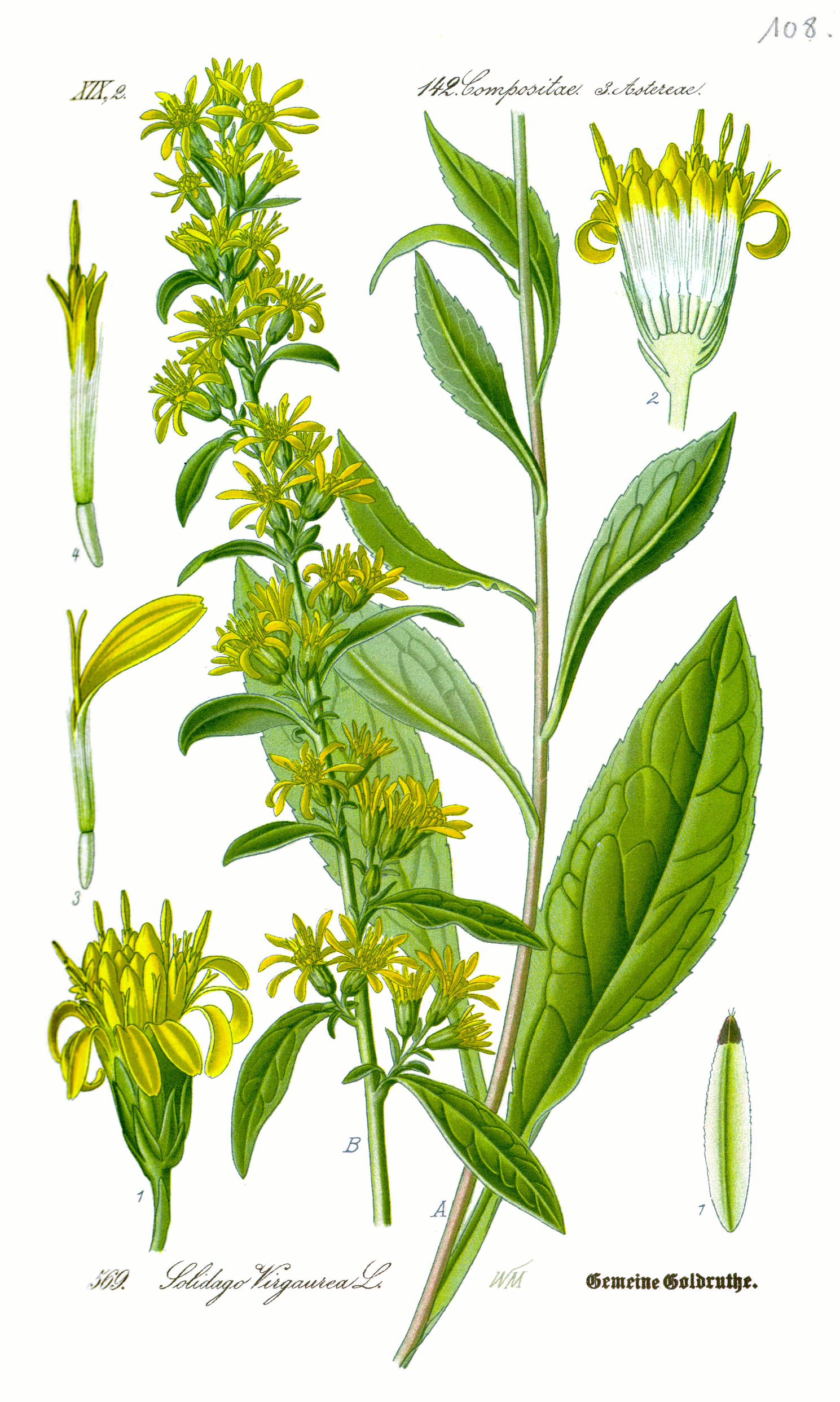
Ilustrație de Otto Wilhelm Thomé: „Flora Germaniei, Austriei și Elveției“, Gera 1885

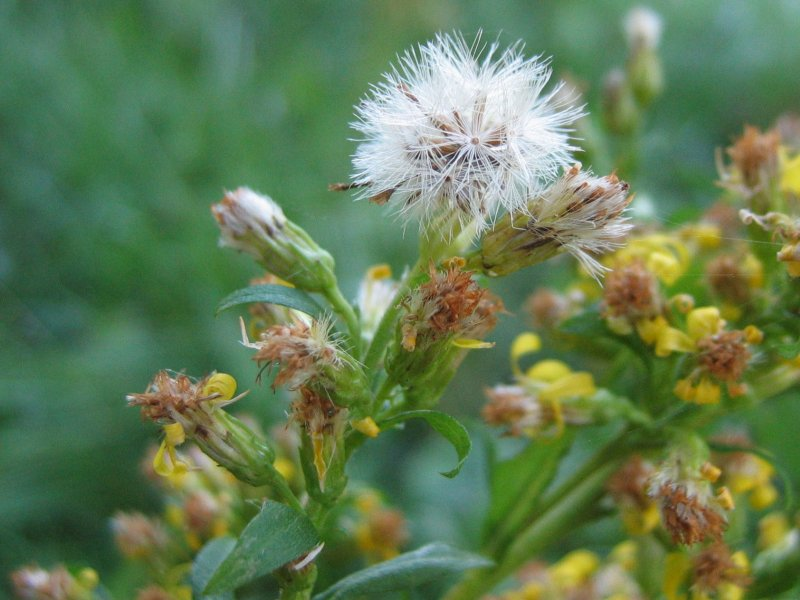
Splinuță în fruct

O recunoaștem după tulpina erectă, ramificată în partea superioară, cu flori galbene-aurii. Are tulpină păroasă, crește până la 100 cm înălțime.
Frunzele bazale sunt ovate, cu margini serate, iar cele din vârful tulpinii sunt eliptice sau lanceolate, dispers-păroase, cu margini ușor serate sau întregi.
Florile sunt galbene, grupate în calatidii, cele marginale fiind alungit-liniare, sunt de culoare galben-albicioase din cauza periilor caliciului.
Planta nu are miros, iar gustul este slab astringent.
Florile plantei se pot culege începând din luna iulie și până în octombrie.

## Istoric
În trecut această plantă era folosită în principal pentru vindecarea rănilor. Acest lucru este reflectat în denumirea populară germană „Heidnisch Wundkraut”, care înseamnă „planta rănilor”.
În 1565, Hieronymus Bock a scris că vechile triburi germanice considerau că splinuța este cea mai valoroasă dintre ierburile rănilor. S-a spus că vindecă toate „problemele interioare”.
Petrus Andreas Matthiolus în anii 1500 a fost primul autor care a subliniat efectul diuretic, afirmând că este „puternică în creșterea fluxului de urină și dizolvarea pietrelor”.
Europenii au profitat, de asemenea, de calitățile sale astringente interne și au folosit splinuța în cazuri de diaree, tuse, catar cronic pulmonar și ulcerații ale gingiilor.

## Compoziție chimică
Planta conține flavonoide (quercitină, kaempferol, rutină, hiperosid, astragalin) , saponine,
uleiuri volatile, taninuri, substanțe amare,  azulene, acid cafeic, acid clorogenic, cumarina, diterpene (solidagolactone, elongatolide), glicozide fenolice.

## Acțiuni
Splinuța se presupune că are efect antioxidant, antiinflamatoar, analgezic, spasmolitic, antihipertensiv, diuretic, antimicrobian, antifungic, antiparazitc, citotoxic, antimutagenic, antiadipogenic, antidiabetic, cardioprotectiv, astringent, expectorant, colagog, hemostatic, cicatrizant, calmant, antihemoroidal, tonic-amar, modulatoar asupra microbiotei intestinale, antilitiazic, digestiv și cicatrizant.
A fost afirmată și o posibilă acțiune flebotropă/venotonică, dar nu au fost găsite argumente.

## Farmacodinamica
Splinuța are o mare afinitate atât pentru tractul respirator superior, cât și pentru rinichi sau tractul urinar. În mod tradițional, Solidago virgaurea a fost utilizată pentru a trata mâncărimea, usturimea ochilor și congestia sinusurilor asociată cu alergii. Se pare că are o afinitate generală pentru tractul respirator superior, unde ajută la ameliorarea infecțiilor și inflamațiilor care provoacă sinuzită.
Diuretic: crește fluxul sanguin renal și rata de filtrare glomerulară, fără a stimula pierderea de sodiu și clorură; epiteliului renal stimulând mărirea cantității de urină eliminată în timp. Niciun compus izolat care a fost izolat de Solidago virgaurea nu este recunoscut ca responsabil pentru acțiunea sa diuretică, astfel amestecul complex de constituenți ai săi a contribuit în acest sens. Efectul de creștere a volumului de urină, este benefic în special în cazurile de inflamație și calculi renali / pietriș.
Studii experimentale au arătat și o activitate antioxidantă a plantei, dar și efecte de reducere a  intensității efectelor inflamatorii ale artritei.
Splinuță are și o activitate antimicrobiană. S-a constatat, de asemenea, că extractele de splinuță inhibă dezvoltarea Bacillus subtilis, Bacillus pumilis, Proteus mirabilis, Proteus vulgaris, Micrococcus luteus, Pseudomonas aeruginosa, Staphylococcus aureus, Staphylococcus, Eperichidis.
Pentru splinuță s-au mai raportat efecte antimicotice, hipotensive și anticarcinogene.
Planta este folosită în prezent în principal pentru efectul diuretic ușor, de creștere a fluxului sanguin renal și de creștere a ratei de filtrare glomerulară, fără a stimula pierderea de sodiu și clorură; este utilă pentru infecțiile tractului urinar și afecțiunile inflamatorii ale tractului urinar inferior, dar și în pietre la rinichi și vezică, cistită, nefrită, afecțiuni prostatice, ca ajutor la tratamentul de detoxifiere a elementelor toxice, pentru creșterea fluxului renal și a filtrării.
Afecțiuni psihoemoționale: splinuța este indicată în boli renale care sunt legate emoțional de experiențe dureroase în relații și parteneriate care implică separare și pierdere.

## Utilizarea
În scop fitoterapeutic sunt folosite florile.
Intern se folosește în afecțiuni biliare, ascita, bronșite, calculoză biliară, diaree chiar cu sânge, enterite, inflamații intestinale, litiaze biliare și renale, metroragii, răni, retenție hidrică, reumatism.
Extern se folosește pentru întreținerea pielii care prezintă ulcere, acnee, eczeme sau pori dilatați, oprirea sângerărilor și grăbirea cicatrizării, diminuarea excitabilității nervoase locale, calmarea nevralgiilor dentare și amigdalitei și pentru reducerea hemoroizilor.

## Toxicitate
Splinuța nu este considerată toxică pentru oameni, însă dacă este manipulată frecvent poate declanșa o alergie de contact la oameni. Capacitatea de sensibilizare determinată experimental este moderată. Lactonele sesquiterpenice necunoscute anterior sunt probabil responsabile pentru declanșarea alergiei, deoarece persoanele care suferă de alergii compozite reacționează cu alergii încrucișate la speciile Solidago . În același timp, polenul de vergea de aur este suspectat că provoacă febra fânului.

## Medicina tradițională
În funcție de țara unde este folosită, Splinuța poate fi utilizată pentru tratarea a diverse afecțiuni medicale. Cele mai comune utilizări ale sale fiind cele legate de tulburările renale ca infecțiile tractului urinar, sindrom vezică hiperactivă și boli ale prostatei.
Părțile aeriene au fost utilizate în mod tradițional pentru proprietățile lor curative și antiseptice.

### Germania
Hieronymus Bock (1498–1554), unul din primii botaniști germani, a tras concluzia că triburile germanice au folosit planta în scopuri medicinale, menționând că o considerau o „plantă miraculoasă” (Wunderkraut).
În medicina tradițională germană, Splinuța a fost folosită pentru tratamentul retenției urinare, a pietrelor la rinichi și a hemoroizilor. 
În prezent, în Germania este acceptată utilizarea ca tratament al bolilor inflamatorii ale tractului urinar, urolitiaza și pietre la rinichi. Este preferată utilizarea de extracte hidroalcolice din părțile aeriene uscate (Solidaginis virgaureae herba) folosind o soluție cu 30–60% etanol ca solvent de extracție. 

### Polonia
Infuzia preparată din părți aeriene uscate (Solidaginis virgaureae herba) a fost folosită ca diuretic și adjuvant în tratamentul afecțiunilor tractului urinar. Splinuța este utilizată mai ales datorită efectelor sale diuretice, detoxifiante, antiinflamatoare și stimulatoare ale secreției biliare. La nivel extern este utilizată datorită proprietățile sale dezinfectante, utile în accelerarea vindecării rănilor. 

## Concluzii
Splinuța este o plantă cu o lungă tradiție de utilizare medicinală pentru o varietate de scopuri terapeutice: afecțiuni ale tractului urinar, afecțiuni gastro-intestinale, diabet, alergii, precum și ca antiseptic și adjuvant în vindecare.
În timp ce unele dintre activitățile sale farmacologice nu au arătat rezultate promițătoare (efectele antibacteriene, antifungice sau citotoxice par destul de modeste), altele par mai interesante și invită la cercetări ulterioare (de exemplu, antiadipogen, antisenescență sau efectele benefice în disurie și vezică iritabilă/hiperactivă).